# Eksplozija v Halifaxu (1917)
Eksplozija v Halifaxu (angleško The Halifax Explosion) je bila katastrofalna pomorska nesreča, ki se je zgodila 6. decembra 1917 zjutraj v pristanišču kanadskega mesta Halifax. V ožini Narrows, ki povezuje zgornje pristanišče z zalivom Bedford Basin, sta se zaletela norveški parnik SS Imo in francoska tovorna ladja SS Mont-Blanc, ki je prevažala visokoeksploziven material. Ob tem je na Mont-Blancu izbruhnil požar, ki je vžgal tovor, to pa je povzročilo orjaško eksplozijo, ki je opustošila celoten mestni predel Richmond. Vse do iznajdbe jedrskega orožja je bila to najmočnejša umetna eksplozija v zgodovini, v kateri se je sprostilo za približno 2,9 kilotone TNT (12.000 GJ) energije.
Zaradi neposrednega udara in padajočih razbitin ter posredno požarov in rušenja stavb je umrlo približno 2.000 ljudi, še 9.000 naj bi bilo ranjenih. Eksplozija je zbrisala skoraj vse zgradbe v krogu 800 metrov, vključno s celotno sosesko Richmond v neposredni bližini. Udarni val je lomil drevesa, krivil železne tračnice, rušil zgradbe, nasedal ladje in razmetal ostanke SS Mont-Blanc več kilometrov daleč. V celotnem Halifaxu ni ostalo célo skoraj nobeno okno, veliko škode pa je bilo tudi v mestu Dartmouth na drugi strani pristanišča. Cunami, ki je nastal zaradi premika ogromne količine vode, je poleg tega uničil tradicionalno naselje staroselcev ljudstva Mi'kmaq, ki so živeli na bližnjem območju Tufts Cove.
Akcijo pomoči prizadetim so zagnali praktično takoj in kmalu so bile napolnjene vse bolnišnice v bližnji okolici. Še isti dan so pričeli prihajati reševalni vlaki iz ostalih delov Nove Škotske ter Novega Brunswicka, vlake iz bolj oddaljenih delov države in severovzhoda Združenih držav Amerike pa je ustavil snežni vihar. Kmalu po katastrofi so začeli graditi začasna prebivališča za številne, ki so v njej ostali brez domov. Sodna preiskava je pokazala na krivdo posadke Mont-Blanca, kasneje pa so, po pritožbi, ugotovili tudi odgovornost posadke druge ladje, vendar za nesrečo na koncu ni bil kaznovan nihče. Na eksplozijo zdaj spominja več spomenikov v tem delu pristanišča in drugod po mestu.

## Ozadje
Dartmouth stoji na vzhodni obali pristanišča Halifax, sam Halifax pa na zahodni. Obe mesti sta v času vojn cveteli, saj je bilo pristanišče ena najpomembnejših postojank britanske Kraljeve vojne mornarice, center vojne trgovine in dom piratov, ki so napadali sovražnike Britanskega imperija med ameriško revolucijo, napoleonskimi vojnami in britansko-ameriško vojno.
Izgradnja Medkolonialne železnice in njenega globokega vodnega terminala leta 1880 je povečala možnosti za čezmorsko trgovino in pospešila razvoj pristaniškega območja, toda Halifax je začel kljub temu v 1890. letih gospodarsko nazadovati, ko so lokalnim tovarnarjem pričele konkurirati tovarne v osrednji Kanadi. Britanska garnizija je v letih 1905/06 zapustila mesto, zato je kanadska vlada prevzela oporišče (zdaj CFB Halifax). Ob ustanovitvi Kraljeve kanadske vojne mornarice leta 1910 je bilo tu nastanjeno njeno poveljništvo.
Tik pred izbruhom prve svetovne vojne je kanadska vlada zagnala obsežen in drag projekt razvoja pristaniških in obalnih zmogljivosti. Začetek vojne je znova postavil Halifax v središče dogajanja. Ker novoustanovljena kanadska mornarica ni imela še praktično nobene ladje, je britanska mornarica znova prevzela Halifax kot glavno severnoameriško oporišče, iz katerega je nadzorovala severnoatlantske trgovske poti. Kanadska mornarica je znova prevzela upravljanje oporišča leta 1915 in do leta 1917 je v njem nastala flota patruljnih ladij, vlačilcev in minolovcev.
Hkrati je prebivalstvo mesta naraslo na 60.000 do 65.000 ljudi. Pristanišče je poleg Sydneyja na otoku Cape Breton služilo kot ena glavnih odhodnih točk za konvoje, ki so dovažali osebje in opremo na evropsko bojišče. Hkrati so bolniške ladje v mesto dovažale ranjence, zato je bila tu zgrajena nova vojaška bolnišnica.
Grožnja nemških podmornic je prisilila zaveznike k vzpostavitvi sistema konvojev, da bi zmanjšali tveganje pri čezoceanskem prevozu zalog in vojakov. Trgovske ladje so se zbirale v zalivu Bedford Basin na severozahodni strani pristanišča, ki je bilo zaščiteno z dvema linijama protipodmorniških mrež in zastraženo s patruljnimi ladjami kanadske mornarice.
Konvoji so odhajali pod zaščito britanskih križark in rušilcev, velika garnizija pa je varovala samo mesto z utrdbami, topniškimi baterijami in protipodmorniškimi mrežami. To je vodilo k hitri vojaški, industrijski in stanovanjski širitvi mesta ter devetkratnem povečanju količine materala, ki je prehajal skozi pristanišče. Tudi vse nevtralne ladje na poti v severnoameriška pristanišča so se morale zglasiti v Halifaxu za inšpekcijo.

## Nesreča
| Snov                                    | Količina     |
| --------------------------------------- | ------------ |
| pikrinska kislina (2,4,6-trinitrofenol) | 2.366,5 tone |
| trinitrotoluen                          | 500 ton      |
| benzol                                  | 246 ton      |
| nitroceluloza                           | 62,1 tone    |
| 90- in 95-mm strelivo                   | 300 kosov    |

Norveška ladja SS Imo pod poveljstvom Haakona Froma je priplula iz Nizozemske na poti v New York, kjer naj bi naložila humanitarno pomoč za Belgijo. V Halifax je prispela 3. decembra za neodvisno inšpekcijo in čakala dva dni v Bedford Basinu na dopolnitev zalog goriva. Dovoljenje za izplutje je dobila že 5. decembra, vendar je bil odhod preložen na naslednje jutro, saj je premog prispel šele pozno popoldan tisti dan in preden so ga delavci naložili, so bile protipodmorniške mreže že dvignjene za čez noč.
Francoska tovorna ladja SS Mont-Blanc je prispela iz New Yorka pozno zvečer 5. decembra, njen poveljnik je bil Aimé Le Medec. Bila je do vrha naložena z eksplozivnima trinitrotoluenom in pikrinsko kislino, zelo vnetljivim gorivom benzolom ter strelnim bombažem (nitrocelulozo). Ladja naj bi se pridružila počasnemu konvoju, ki se je v Bedford Basinu pripravljal na pot proti Evropi, a je bila prepozna za prečkanje protipodmorniških mrež. Ladjam z nevarnim tovorom je bilo pred vojno sicer prepovedano vpluti v pristanišče, a so to prepoved zaradi grožnje nemških podmornic med vojno preklicali. Prav tako zaradi podmornic posadka ni razobesila rdeče zastave, ki bi sicer označevala eksploziven tovor.
Plovba v Bedford Basin in iz njega je zahtevala prehod skozi ožino, imenovano Narrows. Po pravilih naj bi ladje plule ob desni strani ožine, torej naj bi se ladje, ki plujejo v nasprotnih smereh, srečevale z levimi boki. Na območju pristanišča je bila njihova hitrost omejena na 5 kn (9,3 km/h; 5,8 mph).

### Trčenje in požar
Stražarska ladja HMCS Acadia je 6. decembra približno ob 7.30 zjutraj signalizirala Imo dovoljenje za izplutje, s pilotom Williamom Hayesom na krovu. V ožino je vstopila s precej višjo hitrostjo kot dovoljeno, da bi nadoknadila zamujeni čas. Na poti je srečala ameriški parnik SS Clara, ki ga je pilot vodil po napačni (zahodni) strani pristanišča, zato sta se pilota s signaliziranjem dogovorila, da bosta ladji srečali z desno stranjo. Kmalu po tistem je bila primorana kreniti še bližje obali Dartmoutha, ko je srečala vlačilca Stella Maris, ki je plul proti Bedford Basinu skoraj po sredini ožine. Njegov kapitan je opazil Imo, ki se je bližala s preveliko hitrostjo in ukazal svoji posadki, naj pluje bliže zahodni obali, da bi se izognili nesreči.
Izkušeni pilot Francis Mackey je prišel na krov Mont-Blanca 5. decembra zvečer. Zaradi tveganosti je zaprosil za posebno varovanje, vendar ladji ni bila dodeljena nobena spremljevalna ladja ali kakšna druga zaščita. Premaknila se je 6. decembra ob 7.30 zjutraj in bila druga ladja, ki je vstopila v pristanišče po spustitvi protipodmorniških mrež. Po desni strani ožine je odplula  proti Bedford Basinu. Mackey je bil ves čas pozoren na trajekte in druge manjše ladje, ki so prečkale ožino. Ladjo Imo je opazil 0,75 mi (1,21 km) stran in postal zaskrbljen, saj je njena smer križala desno stran njegove ladje. Spustil je en kratek pisk signalne piščali, da bi sporočil drugi ladji, da ima prednost, vendar je dobil v odgovor dva kratka piska z Imo, ki sta sporočala, da bližajoča se ladja ne namerava spremeniti svoje smeri. Kapitan Mont-Blanca je ukazal ustavitev motorjev in obrat rahlo proti desni. Spet je enkrat zapiskal s signalno piščalko, a je znova dobil dva piska v odgovor.
Mornarji na okoliških ladjah so slišali izmenjavo signalov in se zbrali v okolici, da bi opazovali skorajšnje trčenje. Obe ladji sta imeli v tem času že ugasnjene motorje, a ju je vztrajnost počasi pripeljala točno skupaj. Mackey si ni upal nasesti Mont-Blanca na obalo, saj bi lahko sunek povzročil eksplozijo. Namesto tega je ukazal zavoj ostro v levo in prečkal premec norveške ladje v zadnjem poskusu izogiba trčenju. Ladji sta bili skoraj vzporedno, ko je Imo nenadoma trikrat zapiskala, kar pomeni preklop motorjev v vzvratno. Stranski potisk desnosučnega propelerja ladje Imo je povzročil, da je njen krov nagnilo v levo proti Mont-Blancu in ker je bila ladja prazna, se je njen premec toliko nagnil, da je zaril v Mont-Blancov tovorni prostor št. 1.
Trčenje se je zgodilo ob 8.45 po lokalnem času. Na Mont-Blancu ni povzročilo večje škode, toda sunek je prevrnil več sodov na palubi, ki so se odprli in razlili benzol, ta pa je hitro stekel v tovorne prostore. Prazna Imo se je zaradi vzvratnega delovanja propelerja hitro ločila, kar je povzročilo iskrenje v notranjosti Mont-Blancovega trupa zaradi drgnjenja kovinskih delov, iskre pa so vnele benzolove hlape. Ogenj se je razplamtel na nivoju vodne gladine in se hitro razširil ob strani, kjer je benzol tekel iz zmečkanih sodov na Mont-Blancovih palubah. Hitro je ušel izpod nadzora. V gostem črnem dimu in ob tveganju eksplozije je kapitan ukazal posadki, naj zapusti ladjo. Medtem se je na obali zbirala vedno večja množica meščanov, ki so stali na ulici ali pri oknih in opazovali spektakularen požar. Razburjeni člani posadke so kričali iz rešilnih čolnov, da bo njihova ladja eksplodirala, vendar se jih v vsej zmešnjavi in hrupu ni slišalo. Medtem ko so prispeli do obale Dartmoutha je zapuščeno ladjo odneslo na drugo stran, kjer je nasedla pri pomolu št. 6 blizu začetka ulice Richmond v Halifaxu.
Vlačilec Stella Maris je v času trčenja vlekel dve manjši barki, a se je kapitan Horatio H. Brannen hitro odzval na požar, dal zasidrati barki in pohitel proti pomolu 6, kjer je posadka pričela škropiti gorečo ladjo z gasilno cevjo. Kmalu so ugotovili, da je ogenj premočan za njihovo cev, zato so se umaknili. Približal se jim je kitolovski čoln z ladje HMS Highflyer in kasneje še čoln z ladje HMCS Niobe. Brannen in Albert Mattison z Niobe sta se dogovorila, da bosta napeljala vrv do krme Mont-Blanca in jo potegnila stran od pomola, da bi preprečila požar na pomolu. Petinčna ladijska vrv se jim je zdela prešibka, zato so ukazali prinesti desetinčno, v tistem trenutku pa je Mont-Blanc silovito eksplodiral.

### Eksplozija
Ob 9.04 je požar na krovu Mont-Blanca vnel visokoeksplozivni tovor. Ladjo je v celoti razneslo, močan udarni val pa se je nato širil navzven s hitrostjo več kot 1000 metrov na sekundo. V središču eksplozije je temperatura dosegla 5000 °C, tlak pa na tisoče atmosfer. Na Halifax in Dartmouth so deževali razbeljeni kosi železja. 90-mm top s premca (brez cevi, ki jo je povsem stalilo) je padel na tla blizu jezera Albro, približno 5,6 km stran od kraja eksplozije, pol tone težka palica sidra pa 3,2 kilometra južno pri kraju Armdale.
Oblak belega dima se je dvignil več kot 3600 m visoko. Udarni val, ki je potoval 23-krat hitreje od zvoka, so čutili vse do otoka Cape Breton (207 km) in Otoka princa Edvarda (180 km). Eksplozija je v hipu uničila vse na območju, velikem 160 ha. Hkrati je iztisnila vso vodo izpod ladje, tako da je bilo kratek čas izpostavljeno dno pristanišča. Voda, ki je stekla nazaj, je ustvarila cunami, ki se je dvignil 18 metrov nad oznako plime v Halifaxu. Imo je odnesel na obalo pri Dartmouthu. Ubil je vse razen enega člana posadke obeh čolnov in 21 od 26 na vlačilcu Stella Maris, ki ga je, močno poškodovanega, prav tako naplavilo pri Dartmouthu. Poleg štirih drugih je preživel prvi častnik, kapitanov sin Walter Brannen, ki ga je sunek vrgel v podpalubje. Preživeli pa so vsi člani posadke Mont-Blanca, razen enega.
Več kot 1600 ljudi je umrlo takoj in več kot 9000 je bilo ranjenih, od tega jih je več kot 300 poškodbam podleglo kasneje. Porušene ali močno poškodovane so bile vse zgradbe v krogu 2,6 km od mesta eksplozije, skupno preko 12.000 zgradb. Drobci okenskih stekel, ki jih je razbil udarni val, so oslepili na stotine ljudi, ki so opazovali požar z oken svojih stanovanj. Sila je prevrnila tudi številne peči in petrolejke, zaradi česar so po vsem Halifaxu izbruhnili številni požari, predvsem v predelu North End, kjer se je razbesnel ognjeni vihar prek več ulic in ujel stanovalce v njihovih hišah. Gasilec Billy Wells, ki ga je eksplozija vrgla po tleh in mu strgala vso obleko s telesa, je opisal opustošenje tako: »Prizor je bil strašen, ljudje so mrtvi viseli skozi okna. Nekaterim so manjkale glave, druge pa je vrglo na telegrafske žice.« Wells je bil edini preživeli od osemčlanske ekipe gasilnega avtomobila Patricia.
Od velikih zidanih tovarn okrog pomola 6, kot je bila rafinerija sladkorja Acadia, so ostali le brezoblični kupi ruševin, ki so pod seboj pokopali večino delavcev. Močan požar, zaradi katerega se je sesulo betonsko ogrodje, je uničil obrat za predelavo bombaža 1,5 km stran. Močno je bilo poškodovano tudi poslopje Kraljevega pomorskega kolidža, pri čemer je bilo huje ranjenih več kadetov in inštruktorjev. Podrli sta se železniška delavnica in postaja v Richmondu, pri čemer je umrlo 55 delavcev, uničenih ali poškodovanih pa je bilo več kot 500 vagonov. Poleg tega je bila močno poškodovana postaja North Street, ena najprometnejših železniških postaj v vsej Kanadi.
Smrtnih žrtev bi bilo verjetno še precej več, če se ne bi žrtvoval odpravnik vlakov Medkolonialne železnice Vince Coleman. Ta je v času nesreče upravljal s prometom v delavnicah, približno 230 metrov od pomola 6. Ko sta s sodelavcem Williamom Lovettom izvedela, da Mont-Blanc z nevarnim tovorom na krovu gori, sta pričela bežati. Coleman pa se je spomnil, da bi moral nekaj minut kasneje prispeti potniški vlak iz Saint Johna (Novi Brunswick), zato se je sam vrnil na delovno mesto in začel oddajati nujna telegrafska sporočila, da bi ustavil vlak. Ohranilo se je več različic sporočil, med njimi tisto, ki je zapisano v arhivih Atlantskega pomorskega muzeja: »Ustavite vlak. Goreča ladja s strelivom se bliža pomolu 6 in bo eksplodirala. Najbrž bo to moje zadnje sporočilo. Adijo, fantje.« Po zaslugi teh sporočil so se ustavili vsi vlaki, ki so se približevali Halifaxu. Slišali so jih na postajah vzdolž vse Medkolonialne železnice, kar je omogočilo takojšen odziv nadzornikov prometa. Potniški vlak št. 10 na nočni liniji iz Saint Johna naj bi upošteval opozorilo in se ustavil na varni razdalji pri Rockinghamu, kar je rešilo približno 300 potnikov. Coleman je ob eksploziji umrl na svojem mestu. V 1990. letih so ga počastili s spominsko oddajo na kanadski televiziji in ga leta 2004 kot heroja vpisali v Hram slavnih kanadske železnice.

## Reševalna akcija
Reševalno akcijo so zagnali že naključno preživeli stanovalci in delavci, ki so pričeli izkopavati poškodovane izpod ruševin. Pridružili so se jim posamezni policisti, gasilci in vojaki ter vsakdo z delujočim vozilom; uporabili so vse vrste vozičkov, avtomobilov in tovornjakov za nalaganje poškodovanih. Mestne bolnišnice je kmalu preplavilo ogromno število poškodovancev, samo nova vojaška bolnišnica Camp Hill jih je 6. decembra sprejela 1.400.
Že pred eksplozijo so gasilci hiteli k ladji Mont-Blanc, da bi pogasili požar. Po njej so gasilske ekipe hitele na pomoč z vseh delov Halifaxa, do konca dneva pa so z reševalnimi vlaki prišli tudi gasilci iz tako oddaljenih krajev, kot sta Amherst (200 km) in Moncton (260 km). Na kraj nesreče so prvi prispeli gasilci iz postaje West Street Station 2 s Patricio, prvim motornim gasilskim vozilom v Kanadi. V zadnjih sekundah pred eksplozijo so odvijali gasilne cevi, da bi nadzorovali ogenj, ki se je razširil do nabrežja. Tisti dan je na delu umrlo devet članov mestnega gasilstva.
Križarke Kraljeve vojne mornarice, ki so bile ta čas zasidrane v pristanišču, so poslale nekaj zgodnjih organiziranih reševalnih ekip. S HMS Highflyer in pomožnih križark HMS Changuinola, HMS Knight Templar ter HMS Calgarian so bili poslani čolni z reševalci in zdravniki, te ladje so kmalu pričele sprejemati tudi ranjence. Tudi patruljna ladja ameriške obalne straže USRC Morrill je poslala reševalno ekipo. Eksplozijo so zaznali tudi na odprtem morju, z ameriške križarke USS Tacoma in pomožne križarke USS Von Steuben (nekdanje SS Kronprinz Wilhelm), ki sta bili na poti v ZDA. Tacomo je udarni val tako stresel, da se je njena posadka pripravila na boj. Ko so z nje opazili dimni steber, je spremenila smer in ob 2. uri popoldan prispela pomagati. Von Steuben je priplul pol ure kasneje. Ameriški parnik Old Colony, ki je bil zasidran v Halifaxu za popravila, je utrpel le malo škode, zato so ga na hitro predelali v bolnišnično ladjo in poslali nanj zdravniško in pomožno osebje z britanskih in ameriških vojnih ladij v pristanišču.
Zbegani preživeli so se sprva zbali, da je eksplozijo povzročila bomba z nemškega letala. Posadke topovskih baterij so takoj zasedle svoje položaje, za primer, da bi bilo mesto napadeno, a so vse prevzele reševalne naloge manj kot uro kasneje, ko se je razvedel vzrok eksplozije. Poklicali so vse vojake iz pristaniških utrdb in vojašnic, ki so začeli reševati preživele in jih prevažati v mestne bolnišnice, vključno z obema vojaškima bolnišnicama.
K vsesplošnemu kaosu je prispeval strah pred možno drugo eksplozijo. Ob skladišču streliva bližnje vojašnice Wellington je osebje pogasilo požar, ob čemer se je sprostil oblak pare. Viden je bil več ulic stran in hitro sprožil govorice, da je še ena eksplozija neizbežna. Uniformirani policisti so evakuirali okolico. Govorice so se razširile po mestu, zato so številne družine zapustile svoje domove in nastala zmeda je ovirala reševanje še dve uri, dokler se niso govorice okoli poldneva polegle. Številni reševalci so ukaz za evakuacijo ignorirali in tudi pomorske reševalne ekipe so nemoteno nadaljevale svoje delo v pristanišču.
Tudi preživeli delavci na železnici, blizu središča katastrofe, so reševali ljudi iz pristanišča in izpod ruševin. Nočni vlak iz Saint Johna se je ravno bližal mestu, ko ga je dosegel udarni val, a le lažje poškodoval. Zato je nadaljeval svojo pot proti Richmondu, do kraja, kjer so ruševine zaprle progo. Potniki so uporabili zasilno orodje z vlaka, da so izkopavali ljudi izpod ruševin, in rjuhe iz spalnih vagonov za povezovanje ran. Vlak so naložili z ranjenci in ga poslali ob 13:30 proti kraju Truro ob spremljavi zdravnika.
Nekateri vplivnejši meščani na čelu z guvernerjem Nove Škotske MacCallumom Grantom so okoli poldneva oblikovali komite za pomoč Halifaxu. Komite je organiziral medicinsko pomoč za Halifax in Dartmouth, preskrbel prevoz, hrano in zatočišča, ter kril zdravstvene in pogrebne stroške žrtev. Organizacija je obstajala vse do leta 1976, sprva je skrbela za pomoč in obnovo, nato pa izplačevala rente preživelim.
Reševalni vlaki so bili poslani z vse vzhodne obale Kanade, pa tudi iz severovzhoda Združenih držav Amerike. Prvi je odrinil iz Trura ob 10. uri zjutraj, naložen z zdravniškim osebjem in opremo, v Halifax je prispel opoldne in se vrnil v Truro z ranjenci pred tretjo uro popoldan. Naprej od Rockinghama na zahodnem robu Bedford Basina je bila proga neprehodna, zato so reševalci morali priti peš skozi opustošene mestne predele do kraja, kjer je vojska začela čistiti ulice. Do noči je v Halifax prispelo ducat vlakov iz Trura, Kentvillea, Amhersta, Stellartona, Pictouja in Sydneyja v Novi Škotski ter Sackvillea, Monctona in Saint Johna v Novem Brunswicku.
Naslednji dan je reševalno akcijo oviral snežni vihar, ki je nad Halifax odvrgel skoraj pol metra težkega snega. Snežni zameti so ustavili reševalne vlake in znova podrli telegrafske linije, ki so bile na hitro popravljene po eksploziji. Mesto je bilo odrezano od sveta in reševalci so morali ustaviti iskanje preživelih, po drugi strani pa je vihar pomagal pogasiti požare, ki so še vedno divjali po več delih Halifaxa.

## Posledice
Natančno število žrtev katastrofe ni znano. Knjiga spomina na eksplozijo v Halifaxu, uradna zbirka, ki so jo leta 2002 sestavili arhivisti, beleži 1.950 umrlih. Kar 1.600 ljudi je umrlo takoj zaradi udarnega vala, cunamija in rušenja zgradb. Zadnje truplo, oskrbnika razstavišča, so našli šele poleti 1919. Poleg tega je bilo ranjenih 9.000 ljudi. Eksplozija in kasnejši požari so uničili 1.630 domov in jih poškodovali še 12.000. Okrog 6.000 ljudi je ostalo brez strehe nad glavo, še 25.000 pa brez zadostne zaščite pred zimo. Industrija je bila praktično v celoti uničena. Mnogo delavcev je umrlo, močno pa je bila poškodovana tudi ladjedelnica.
V mestni hiši so še isto jutro ustanovili mrtvaški komite pod predsedstvom Aldermana R. B. Coldwella. Šolo Chebucto Road (zdaj Mornariška akademija scenskih umetnosti) so določili za osrednjo mrtvašnico. Kraljeva kanadska inženirska četa je popravila in predelala klet stavbe in uredila pisarne mrliškega oglednika v učilnicah. Kmalu so pričeli prihajati vozički in tovornjaki, naloženi s trupli. Mrliški oglednik Arthur S. Barnstead je prevzel Coldwellov položaj in uvedel sistem za natančno številčenje in opisovanje trupel; šlo je za različico sistema njegovega očeta, Johna Henryja Barnsteada, za identifikacijo žrtev nesreče Titanica leta 1912.
Številni so utrpeli trajne poškodbe, denimo od drobcev stekla, ki se je razbilo med eksplozijo. Na tisoče ljudi je opazovalo goreči Mont-Blanc, mnogi od njih za okni, zaradi česar so bili neposredno izpostavljeni letečim drobcem. Statistika katastrofe poroča o približno 5900 očesnih poškodbah, od tega je 41 ljudi trajno izgubilo vid.
Po oceni je materialna škoda znašala 35 milijonov kanadskih dolarjev, kar bi danes, upoštevajoč inflacijo, znašalo več kot pol milijarde. 30 milijonov dolarjev denarne pomoči so zbrali od različnih virov, od tega 18 milijonov od zvezne vlade, več kot štiri milijone od britanske vlade in 750.000 od ameriške zvezne države Massachusetts.

### Dartmouth
Dartmouth je bil redkeje naseljen in na drugi strani zaliva od mesta eksplozije, a je bilo tam kljub temu veliko škode. Na tej strani naj bi po oceni umrlo 100 ljudi. Porušenih ali poškodovanih je bilo precej zgradb, med njimi pivovarna Oland in tovarna Starr Manufacturing Company. Edina bolnišnica v mestu, Nova Scotia Hospital, je sprejela številne ranjence.

### Naselbina ljudstva Mi'kmaq
V zalivčkih Bedford Basina na dartmouthski strani je stalo več manjših naselbin ljudstva Mi'kmaq. Ena od njih je bila Tufts Cove (znana tudi kot Turtle Grove), ki je že od 18. stoletja stala točno nasproti pomola 9 v Halifaxu. Naselbina je bila predmet spora, saj so beli veleposestniki želeli odstraniti prebivalce. Kanadsko ministrstvo za staroselce si je v predhodnih letih aktivno prizadevalo, da bi izrinilo lastnike zemlje, a jim to do eksplozije še ni uspelo. Tudi na tej strani pristanišča so ljudje opazovali požar na Mont-Blancu. Udarni val in kasnejši cunami sta raztreščila vse zgradbe v naselbini Tufts Cove. Natančno število smrtnih žrtev med pripadniki ljudstva Mi'kmaq ni znano; zabeleženih je devet odkritih trupel. Spominska knjiga beleži 16 članov skupnosti, a med njimi niso bili vsi staroselci. Po katastrofi naselje ni bilo obnovljeno. Preživele so nastanili v segregirani stavbi v slabih pogojih. Sčasoma so se razkropili po Novi Škotski.

### Africville
Na južni obali Bedford Basina je stala tudi črnska skupnost Africville, ki jo je dvignjen teren proti jugu sicer zaščitil pred neposrednim udarom, a je eksplozija kljub temu močno poškodovala slabo zgrajene domove. Družine so zabeležile smrt petih prebivalcev. Skupnost je prejela le malo denarne pomoči in ni bila obnovljena hkrati z mestom.

## Preiskava
Številni prebivalci Halifaxa so bili sprva prepričani, da je eksplozijo povzročil nemški napad. Časopis Halifax Herald je še nekaj časa podžigal to prepričanje, denimo s trditvijo, da so se Nemci norčevali iz žrtev. John Johansen, norveški krmar ladje Imo, je bil v bolniški oskrbi zaradi resnih ran, ki jih je utrpel med eksplozijo, ko so ga prijavili vojaški policiji zaradi sumljivega vedenja. Ko so pri njem našli pismo, domnevno napisano v nemščini, so ga aretirali zaradi suma, da je nemški vohun. Kasneje se je izkazalo, da je bilo pismo v norveščini. Takoj po eksploziji so večino preživelih nemške narodnosti zbrali in poslali v ječo. Ljudje so se pomirili, ko so izvedeli za resnični vzrok eksplozije, toda govorice o nemški vpletenosti niso povsem potihnile.
Ustanovljena je bila sodna preiskovalna komisija pod imenom Wreck Commissioner's Inquiry za preiskavo vzrokov za nesrečo. Postopek se je pričel v sodni palači 13. decembra 1917 pod predsedstvom sodnika Arthurja Drysdalea. Poročilo, ki ga je komisija objavila 4. februarja 1918, je za trčenje okrivilo kapitana Mont-Blanca Aiméja Le Médeca, pilota Francisa Mackeyja in poveljnika F. Evana Wyatta, ki je bil odgovoren za pristanišče, zapornice in protipodmorniške mreže. Drysdale je sledil mnenju poverjenika za razbitine L. A. Demersa, da je Mont-Blanc nosil celotno odgovornost, da se izogne trčenju za vsako ceno, upoštevajoč ladjin tovor. Na njegovo stališče je verjetno vplivalo vsesplošno protifrancosko razpoloženje, pa tudi agresivna argumentacija Charlesa Burchella, ki je zastopal lastnike ladje Imo. Kraljevi zastopnik W. A. Henry je izjavil, da je to močno presenetilo vse, ki so pričakovali, da bodo poveljnika ladje Imo okrivili za plovbo po napačni strani ožine. Vse tri, ki jih je obremenilo poročilo, je sodnik Richard A. McLeod na predhodni obravnavi obtožil nenaklepnega uboja in malomarnosti ter jih napotil na sojenje. Sodnik vrhovnega sodišča Nove Škotske Benjamin Russell je ugotovil, da za te obtožbe ni dokazov. Mackey je bil izpuščen po odredbi habeas corpus in obtožnica proti njemu je bila zavržena. Tudi obtožbe proti Le Médecu so padle. Pred poroto se je znašel le Wyatt, ki pa je bil 17. aprila 1918 oproščen. Sodni proces je trajal manj kot en dan.
Drysdale je vodil tudi postopke v prvi pravdi, s katero so lastniki obeh ladij drug od drugega zahtevali povračilo škode. 27. aprila 1918 je razsodil, da je v celoti kriva posadka Mont-Blanca. Po pritožbah na kanadsko vrhovno sodišče in vrhovno prizivno sodišče Commonwealtha v Londonu (Judicial Committee of the Privy Council) je bilo odločeno, da si Mont-Blanc in Imo enakovredno delita krivdo za napake v navigaciji, ki so povzročile trčenje. Na koncu ni bil nihče niti obsojen za zločin, niti iztožen za kakršnokoli dejanje, ki je vodilo do nesreče.

## Obnova
Kmalu po eksploziji so pričeli čistiti razbitine, popravljati zgradbe in graditi začasna prebivališča za ljudi, ki so v nesreči ostali brez strehe nad glavo. Do konca januarja 1918 je bilo brez stanovanj še 5000 ljudi. Komisija za obnovo pod vodstvom polkovnika Roberta Lowa je zgradila 832 novih stanovanj, ki jih je nato opremil dobrodelni sklad Massachusetts-Halifax.
Okrnjen železniški promet je bil vzpostavljen 7. decembra z začasnega terminala v predelu South End, dva dni kasneje pa je stekel normalni promet, ko so očistili tračnice in znova odprli železniško postajo North Street. Vladna služba za železnice je ustanovila posebno enoto za čiščenje in popravilo železniških delavnic, pa tudi obnovo tovornih pomolov in ladjedelnice. Večina pomolov je pričela ponovno obratovati do konca decembra in januarja so bila popravila že končana. Soseska Richmond v predelu North End je utrpela levji delež škode. Leta 1917 je bil Richmond delavska soseska z le nekaj tlakovanimi cestami. Komite za pomoč Halifaxu je zastavil obnovo kot priložnost za modernizacijo tega dela mesta. Za izdelavo novega urbanističnega načrta so najeli angleškega urbanista Thomasa Adamsa in arhitekturni biro Ross and Macdonald iz Montreala. Adams je, pod vplivom viktorijanskega gibanja vrtnih mest, ustvaril nizko, večnamensko urbano sosesko z majhno gostoto poselitve in veliko zelenih površin. Arhitekti so zasnovali 326 velikih hiš ob tlakovanem bulvarju, zasajenem z drevesi. V načrtu je bila gradnja z novim, ognjeodpornim materialom v obliki zidakov znamke Hydrostone iz stisnjenega cementa. Marca 1919 so se vselili prvi stanovalci. Končano sosesko, ki je dobila ime Hydrostone, so sestavljali domovi, lokali in parki, kar je na novo definiralo skupnost v North Endu. Hydrostone zdaj velja za enega prestižnejših predelov Halifaxa. Po drugi strani je podobno reven predel Africville ostal brez pomoči.
Vse zgradbe v mestni ladjedelnici so morali vsaj delno obnoviti, same doke prav tako. Poškodovana je bila tudi HMCS Niobe, medtem ko so se minolovci in patruljne ladje Kraljeve kanadske vojne mornarice izognili škodi. Takratni ministrski predsednik Robert Borden je zagotovil, da bo vlada aktivno sodelovala pri obnovi pristanišča, saj je bilo velikega pomena za imperij. Kapitan ladje USS Tacoma je predvideval, da bo pristanišče zaprto več mesecev, a je že 11. decembra iz njega odplul nov konvoj, ladjedelnica pa je bila delno operativna še pred božičem tistega leta.

## Zapuščina
Eksplozija v Halifaxu je še zdaj ena največjih umetnih nejedrskih eksplozij v zgodovini. Lokalni zgodovinar Jay White je primerjal 130 velikih eksplozij in leta 1994 zaključil, da je ta v Halifaxu še vedno na prvem mestu, če upoštevamo število žrtev, silo, krog uničenja, količino eksploziva in gmotno škodo. Še dolga leta je bila standard, s katerim so primerjali vse velike eksplozije. Revija Time je denimo v članku o jedrskem bombardiranju Hirošime poročala, da je bila uničevalna moč bombe Deček sedemkrat večja od eksplozije v Halifaxu.
Veliko ljudi je utrpelo očesne poškodbe. Največja množična oslepitev v zgodovini Kanade v kombinaciji z večjim številom ranjencev, ki so se vračali z evropskih bojišč, je spodbudila nastanek Kanadskega nacionalnega inštituta za slepe v Torontu, pa tudi Halifax je postal mednarodno pomembno središče zdravstvene obravnave ljudi z okvarami vida. Bostonski kirurg William Ladd, ki je prišel pomagat, je opazil odsotnost koordinirane pediatrične oskrbe. Po zaslugi izkušenj iz reševalne akcije je postal pionir pediatrične kirurgije v Severni Ameriki. Katastrofa je spodbudila tudi vrsto zdravstvenih reform, na primer na področjih javne higiene in babištva.

### Spomin
Izjemno travmatičen dogodek, ki ni prizanesel praktično nobeni družini ali kolektivu v Halifaxu, so ljudje sprva potlačili in več desetletij niso prirejali uradnih spominskih slovesnosti. Po slovesnosti ob prvi obletnici nesreče je bila naslednja prirejena šele za 50. obletnico leta 1967 in tudi po tistem so aktivnosti znova zamrle. Leta 1964 se je pričela gradnja Spominske knjižnice Halifax Sever. V vhodni dvorani je stal prvi spomenik eksploziji, skulptura umetnika Jordija Boneta. To skulpturo je občina leta 2004 razstavila in nekateri njeni deli so se kasneje izgubili. Leta 1985 je bil zgrajen spominski zvonik, The Halifax Explosion Memorial Bells v obliki betonske strukture na hribu Fort Needham, obrnjene proti epicentru eksplozije. 6. decembra vsako leto poteka na tem mestu spominska slovesnost. Manjši spomenik v glavni gasilski postaji na Lady Hammond Road obeležuje umrle gasilce. V različnih delih mesta so kot spomenike fiksirali dele Mont-Blanca, ki so padali na to območje, denimo na Albro Lake Road v Dartmouthu, na  Regatta Point in drugod. Množični grobovi žrtev so na pokopališčih Fairview in Bayers Road. Spominska knjižnica Halifax Sever in Atlantski pomorski muzej hranita spominski knjigi z imeni vseh znanih žrtev, v slednjem je postavljena tudi stalna razstava o eksploziji. Slikar Harold Gilman je dobil naročilo za sliko, ki bi obeležila ta dogodek. Rezultat, slika Halifax Harbour at Sunset, velja za eno njegovih najboljših del.
Mestni svet Halifaxa je leta 1918 poslal božično drevo ameriškemu mestu Boston v zahvalo za pomoč, ki sta jo takoj po nesreči priskrbela bostonski Rdeči križ in Komite za javno varnost Massachusettsa. Leta 1971 je združenje pridelovalcev božičnih dreves iz okrožja Lunenburg obudilo to prakso in pričelo Bostonu vsako leto pošiljati veliko drevo, v zahvalo za pomoč, pa tudi z namenom oglaševanja svoje dejavnosti. Odgovornost za darilo je kasneje prevzela zvezna vlada Nove Škotske. Drevo mestne oblasti Bostona uporabijo kot uradno božično drevo, vse praznično obdobje okrašeno stoji v osrednjem parku Boston Common. Ministrstvo za naravne vire Nove Škotske ima natančne predpise za izbiro drevesa.

### Dramatizacija
Dogajanje v romanu Barometer Rising (1941) pisatelja Hugha MacLennana je postavljeno v Halifax v času eksplozije. Knjiga se ponaša z verodostojnim opisom posledic za mesto, ki jih je avtor natančno raziskal. Kot motiv je eksplozijo uporabil tudi novinar Robert MacNeil v svojem romanu Burden of Desire (1992) in jo preoblikoval v metaforo za družbene in kulturne spremembe v tem času. Njuna uporaba ljubezenskega žanra za dramatizacijo eksplozije spominja na prvi poskus Franka McKelveyja Bella, ki je leta 1918 napisal novelo A Romance of the Halifax Disaster, v kateri opisuje ljubezenski odnos med dekletom in ranjenim vojakom. Keith Ross Leckie je  napisal scenarij za televizijsko miniserijo Shattered City: The Halifax Explosion (2003), ki pa zaradi netočnosti in izkrivljanja dejstev ni požela pohval. Naslov je dobila po dokumentarni knjigi avtorice Janet Kitz Shattered City: The Halifax Explosion and the Road to Recovery (1990).